# Milano-Torino 1955
La Milano-Torino 1955, quarantunesima edizione della corsa, si svolse il 13 marzo 1955 su un percorso di 221 km. La vittoria fu appannaggio dell'italiano Cleto Maule, che completò il percorso in 5h38'52", precedendo i connazionali Aldo Moser e Giorgio Albani.

## Ordine d'arrivo (Top 10)
| Pos. | Corridore          | Squadra         | Tempo    |
| ---- | ------------------ | --------------- | -------- |
| 1    | Cleto Maule        | Torpado         | 5h38'52" |
| 2    | Aldo Moser         | Torpado         | s.t.     |
| 3    | Giorgio Albani     | Legnano         | s.t.     |
| 4    | Fausto Coppi       | Bianchi-Pirelli | s.t.     |
| 5    | Luciano Maggini    | Atala           | s.t.     |
| 6    | Alessandro Fantini | Atala           | s.t.     |
| 7    | Albino Crespi      | Lygie           | s.t.     |
| 8    | Nino Defilippis    | Torpado         | s.t.     |
| 9    | Bruno Monti        | Atala           | s.t.     |
| 10   | Vittorio Seghezzi  | -               | s.t.     |